# فرودگاه راجا بهوجا
 فرودگاه راجا بهوجا (به انگلیسی: Raja Bhoj Airport) (به زبان بومی: राजा भोज विमानतल) یک فرودگاه همگانی با کد یاتا BHO است که یک باند فرود آسفالت قیر و آسفالت دارد و طول باند آن ۱۰۴۲ متر است. این فرودگاه در شهر بوپال کشور هند قرار دارد و در ارتفاع ۵۲۴ متری از سطح دریا واقع شده است.